# آرنولد اورلاس
آرنولد اورلاس (انگلیسی: Arnold Uhrlass؛ زادهٔ ۱۹ اکتبر ۱۹۳۱) دوچرخه‌سوار و اسکیت‌باز سرعت اهل ایالات متحده آمریکا است. وی در مسابقات اسکیت سرعت بازی‌های المپیک زمستانی ۱۹۶۰ و دوچرخه‌سواری بازی‌های المپیک تابستانی ۱۹۶۴ شرکت کرده است. 